# Kuusnõmme laht
Kuusnõmme laht (laht = Bucht) ist eine Bucht in der Landgemeinde Saaremaa im Kreis Saare auf der größten estnischen Insel Saaremaa. Sie bildet die Lücke zwischen den Halbinseln Kuusnõmme poolsaar und Eeriksaare poolsaar. In der Bucht liegen die Inseln Käkimaa, Käkirahu, Kurgurahu, Laurisaar, Oju rahu, Umalakotid und Võrkrahu, die, wie die Bucht, im Nationalpark Vilsandi liegen.